# Masse de Prayssas
Die Masse de Prayssas ist ein Fluss in Frankreich, der im Département Lot-et-Garonne in der Region Nouvelle-Aquitaine verläuft. Sie entspringt unter dem Namen Ruisseau de Roséri beim leicht anders geschriebenen Weiler Roséry im östlichen Gemeindegebiet von Sembas, entwässert generell in südwestlicher Richtung durch die Landschaft des Agenais und mündet nach rund 26 Kilometern im Gemeindegebiet von Bazens als rechter Nebenfluss in die Garonne.

## Orte am Fluss
(Reihenfolge in Fließrichtung)
- Méric, Gemeinde Sembas
- Maret, Gemeinde Cours
- Laugnac
- Saint-Denis, Gemeinde Madaillan
- Prayssas
- Guillamot, Gemeinde Lusignan-Petit
- Gaujac, Gemeinde Frégimont
- Clermont-Dessous
- Beratet, Gemeinde Bazens